# Tommy Langan
Pour les articles homonymes, voir Langan (homonymie).
Tommy Langan (23 septembre 1921 - 22 septembre 1974 est un joueur irlandais de football gaélique. Il a joué pour le club de Ballycastle et l’équipe du Comté de Mayo avec lequel il gagna deux All-Ireland.

## Sa carrière sportive
Tommy Langan est né à Ballymachugh, près de Ballycastle dans le Comté de Mayo. En dépit de son jeune âge, il aide son club de Ballycatle GAA à remporter le championnat du Mayo en 1937. En 1942, il fait sa première apparition dans l’équipe première de Mayo GAA. Il joue avant centre.
Langan connu l’apogée de sa carrière sportive pendant l’âge d’or de Mayo, entre 1948 et 1955, période pendant laquelle il remporte cinq championnats du Connacht et deux All-Ireland.
La première finale jouée la Langan fut celle de 1948 où Mayo est battu d’un point par Cavan GAA. Il devient progressivement un des meilleurs avant centre de l’histoire du football gaélique.
En 1951, Mayo remporte le championnat du Connacht pour la quatrième fois consécutive et le All-Ireland dans la foulée pour la deuxième fois consécutive battant Kerry GAA en demi-finale et Meath GAA en finale.
La dernière apparition de Langan sous les couleurs de Mayo GAA se passe lors de la finale du championnat du Connacht en 1956.

## Après sa retraite sportive
Tommy Langan était détective pour la Garda Síochána à la date de son décès en 1974, à l’âge de 53 ans.
Il a été nommé parmi l'équipe du siècle en 1984 puis parmi l'équipe du millénaire en 2000.
Le 16 septembre 1984 a été inauguré par le Président du GAA le stade qui porte son nom et qui est le stade de résidence du club de Ballycastle GAA.